# ناتالیا کودروا
ناتالیا کودروا (روسی: Наталья Алексеевна Кудрева؛ زادهٔ ۸ ژوئن ۱۹۴۲) بازیکن والیبال اهل اتحاد جماهیر شوروی سوسیالیستی بود.